# Fender (scheepvaart)

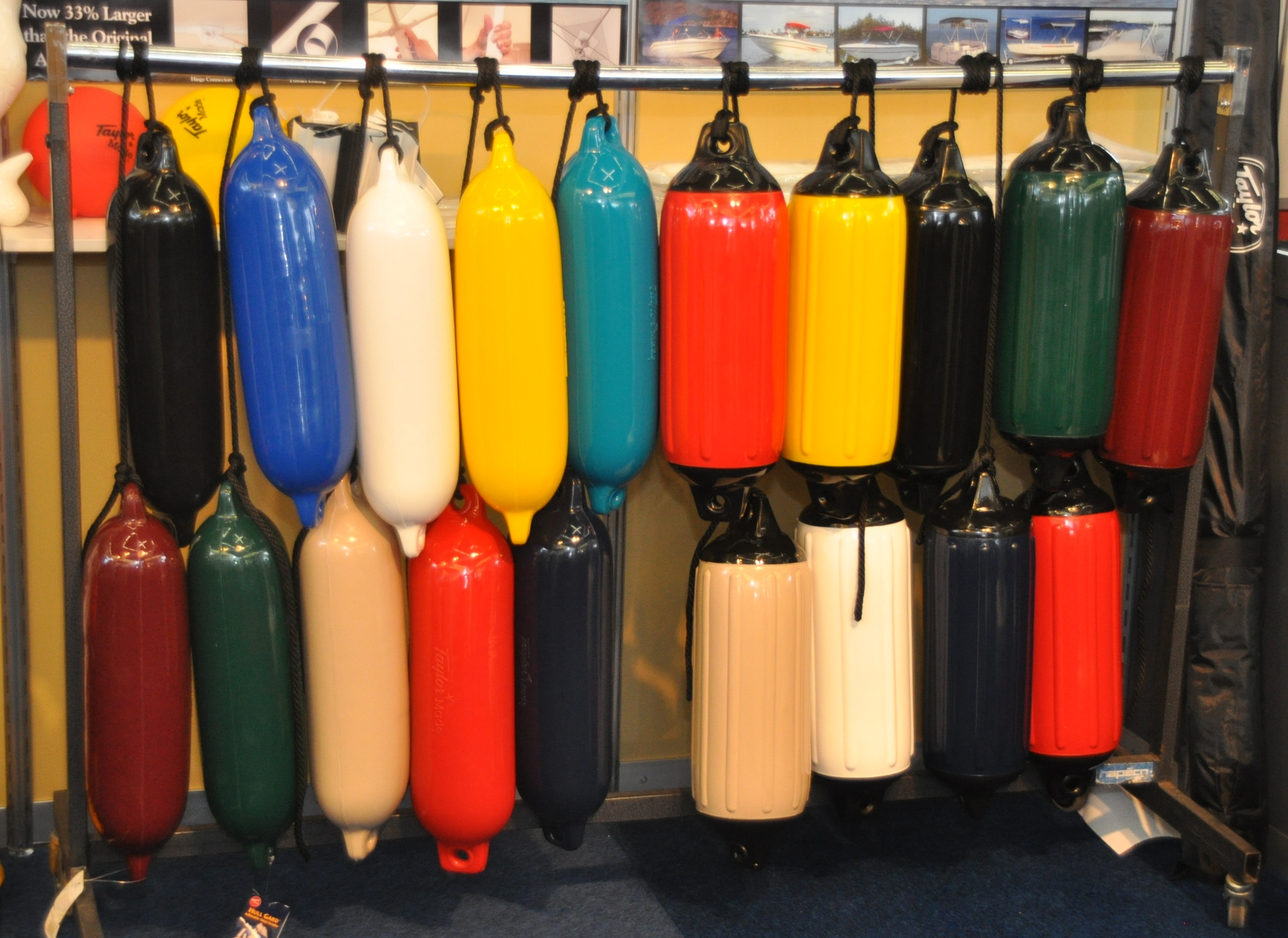

Een fender (zeevaart) of stootwil (pleziervaart) dient om de kinetische energie van een afmerend schip op te vangen en op die manier schade aan een schip of de afmeerconstructie te voorkomen. Bij het binnenlopen in sluizen en afmeren, alsook bij het afmeren op hun los- of laadplaats, wordt de scheepshuid beschermd door een fender. Bij kleinere schepen kan hij door een opvarende tussen schip en kade worden gehouden. 

## Zeevaart

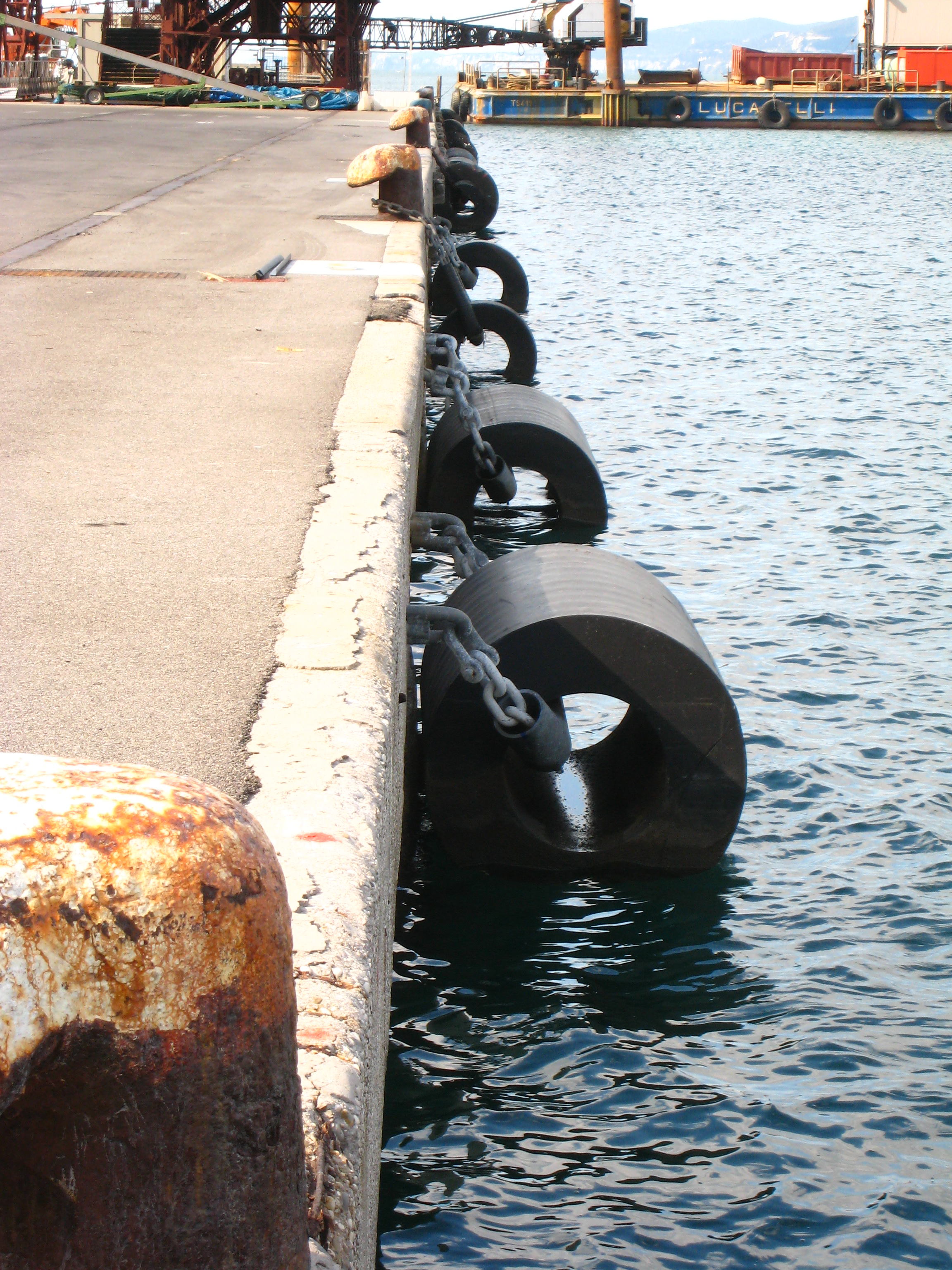

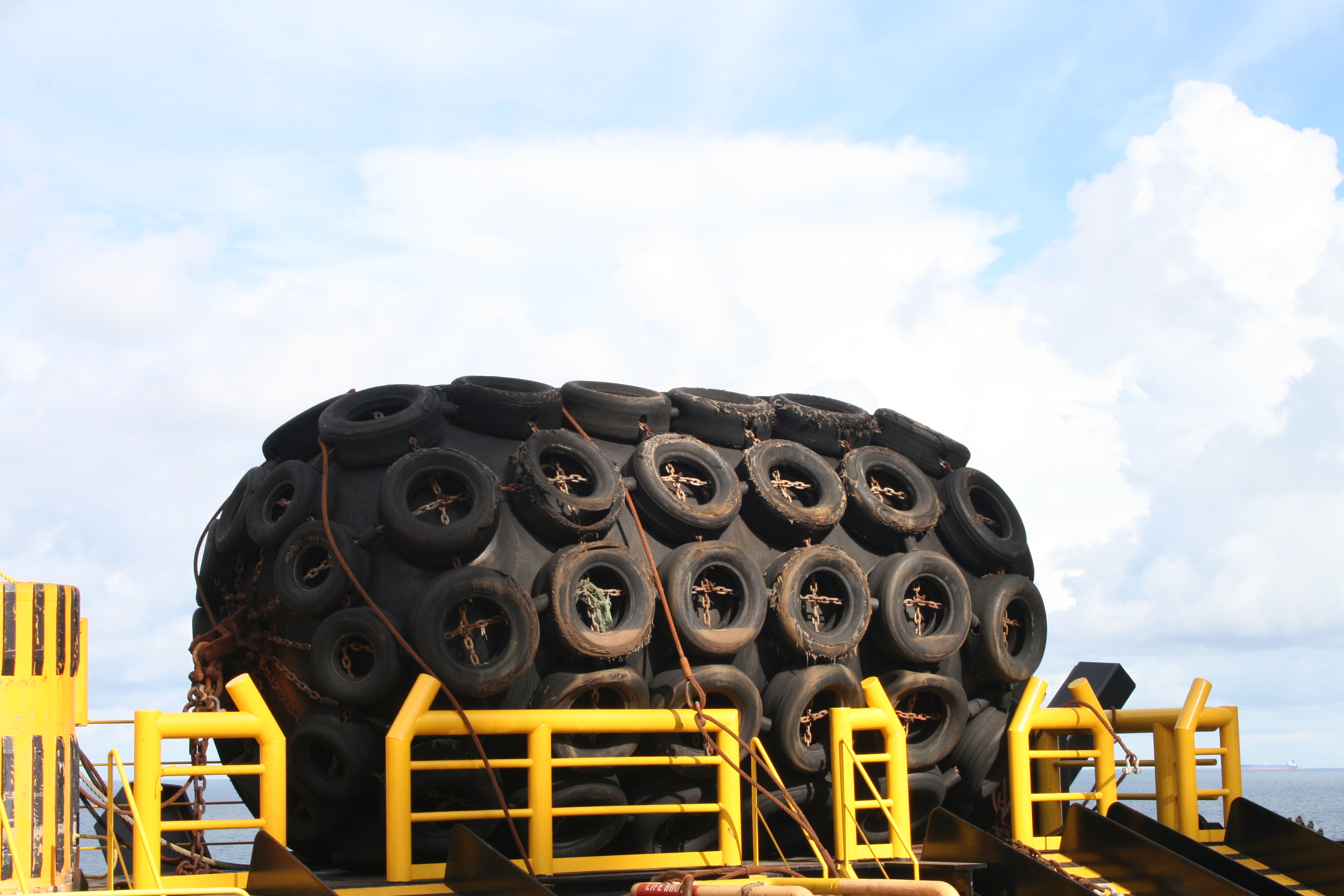
Yokohamafender

Een fender is meestal van rubber of zachte kunststof en heeft diverse vormen. In zeehavens wordt in de regel gebruikgemaakt van rubber fendersystemen in vaste opstelling of van drijvende fenders (pneumatisch of met schuim gevuld). Bij kades en steigers voor kleinere schepen wordt vaak gebruikgemaakt van V-vormige rubberfenders, terwijl bij afmeerconstructies voor grote zeeschepen veelal gebruik wordt gemaakt van cone of cell fenders met een fenderpaneel om de reactiekracht van de fenders te verdelen, zodat de huiddruk niet te hoog wordt. Marineschepen maken vrijwel altijd gebruik van drijvende pneumatische of met schuim gevulde fenders.
Fenders kunnen op allerlei mogelijke manieren aan de wal worden bevestigd. In de havens en sluizen worden vaak houten geleidewerken gebruikt, om te voorkomen dat het schip schade maakt aan de kade- of sluismuren. In sommige sluizen, zoals bijvoorbeeld in de haven van Antwerpen, worden de hoeken van de sluis beschermd door wielfenders. In Emden wordt voor dat doel gebruikgemaakt van een serie zogenoemde donutfenders. Vóór het kunstwerk staat remmingwerk, dat ook die functie heeft.
Grote zeeschepen gebruiken in de haven over het algemeen geen fenders van zichzelf bij het afmeren. Uitzondering hierop is bijvoorbeeld als een bunkerboot langszij komt, of als tankers op zee langs elkaar afmeren om lading over te nemen. Hierbij worden vaak Yokohamafenders of met schuim gevulde fenders gebruikt. Deze worden ook veelvuldig gebruikt in de offshore.

## Sleepboten

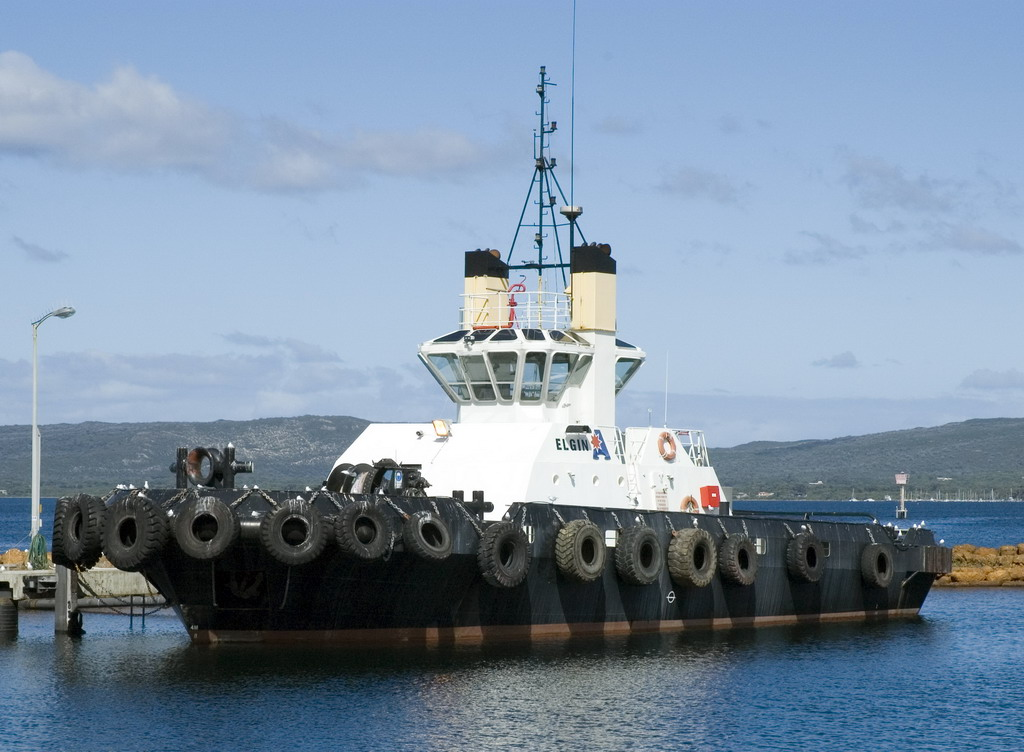

Sleepboten maken vaak gebruik van autobanden. 

## Binnenvaart

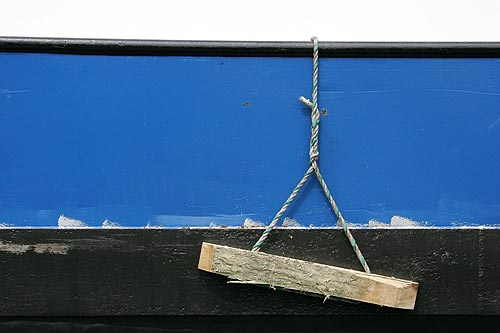

In de binnenvaart gebruikt men voor hetzelfde doel een wrijfhout, hoewel vroeger in de binnenvaart ook wel stootwillen van gevlochten touwwerk werden gebruikt. Het grote voordeel van het gebruik van een houten wrijfhout is, dat bij het raken van bijvoorbeeld een sluismuur, het schip niet wordt teruggekaatst en dus in positie blijft en ook dat deze bij losbreken blijft drijven. 
In een onrustige haven is het bij afgemeerde kleine binnenschepen plezierig om autobanden als fenders te gebruiken. Het gebruik van zulke banden los aan een touw is bij het schutten in sluizen echter verboden. Om het touw te kunnen bevestigen en het water af te voeren zijn er boven en onder gaten in de band geboord. Als zo'n band losbreekt bij het afmeren zinkt hij en kan hij gemakkelijk tussen de sluisdeuren raken.   

## Recreatievaart

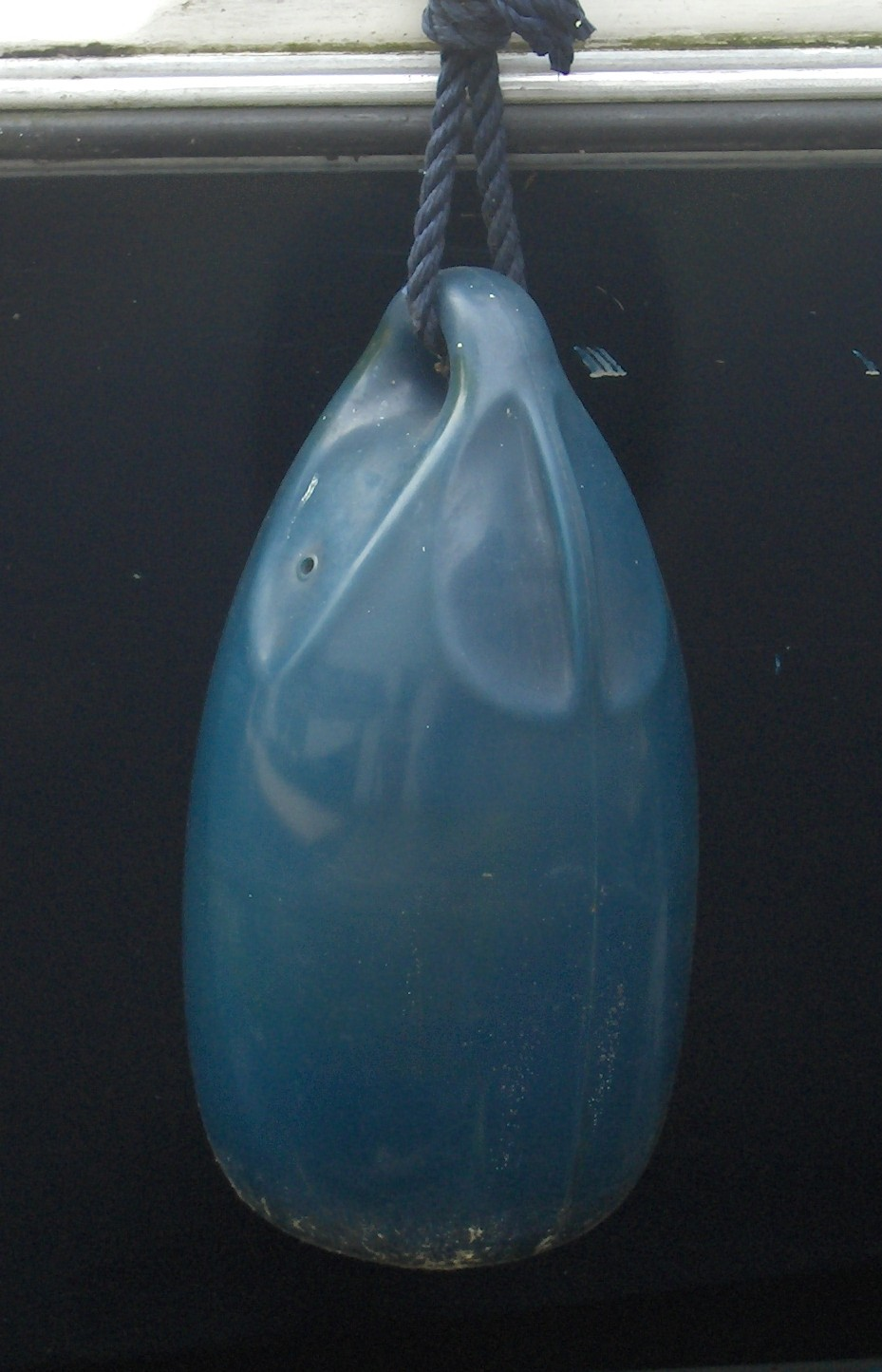
Stootwil

Veel jachten en pleziervaartuigen gebruiken stootwillen van een zachte kunststof die kunnen worden opgeblazen. De wil heeft meestal een druppelvorm of de vorm van een aan de einden afgeronde cilinder. Er zijn ook bolfenders uit kunststof om hun (polyester) rompen te beschermen.
De stootwil voor jachten werd vroeger van touwwerk gemaakt. 
Het wordt in de watersport als onfatsoenlijk beschouwd om met de stootwillen buitenboord te varen.